# Kellolampi
Kellolampi är en sjö i Finland. Den ligger i kommunen Uleåborg i landskapet Norra Österbotten, i den centrala delen av landet, 600 km norr om huvudstaden Helsingfors. Kellolampi ligger 21 meter över havet. Arean är 2,6 hektar och strandlinjen är 0,69 kilometer lång. Sjön  ingår i Bottenvikens kustområde. 